# Callicostella brevipes
Callicostella brevipes är en bladmossart som beskrevs av Brotherus 1907. Callicostella brevipes ingår i släktet Callicostella och familjen Hookeriaceae. Inga underarter finns listade i Catalogue of Life.